# Paremiologie in de Oudheid

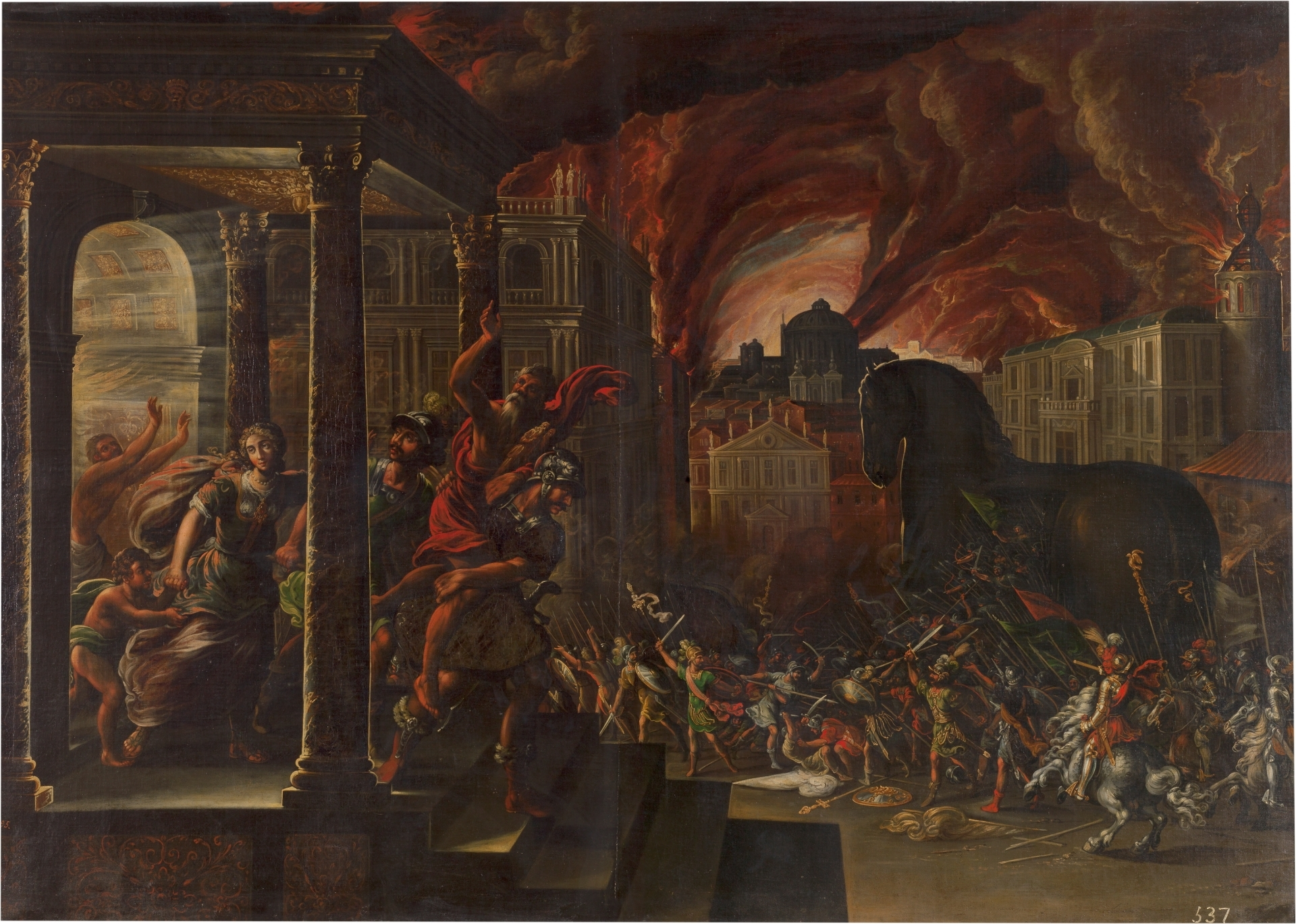
Schilderij El caballo de Troya ("het Trojaanse paard") van Juan de la Corte (Museo del Prado, Madrid). Naar het spreekwoord: "Het paard van Troje binnenhalen".

Paremiologie (< Grieks παροιμία) is de studie en de verzameling van spreekwoorden. Hoewel deze discipline in de eerste helft van de 20ste eeuw dankzij Archer Taylors "The Proverb" (1931) werd verzelfstandigd, gaat paremiologie terug tot filosofen en schrijvers in de Griekse Oudheid. Dit maakt de paremiologie, samen met zusterdiscipline paremiografie, deelgebied van zowel de taalkunde als de filologie.

## Definitie
Het begrip "spreekwoord" is niet makkelijk in een definitie te gieten. Taylor, de aartsvader van de paremiologie, omschrijft het als "een oncommuniceerbare kwaliteit die ons doet aantonen wat een spreekwoord is en wat niet". Over het algemeen keren de volgende kenmerken in vele definities vaak terug:
- beknopt
- retorische kwaliteiten
- onbekend auteur (≠ citaat)
- traditioneel & volks (mondeling doorgegeven van generatie op generatie)
- didactische, ethische en morele functie (levenswijsheden)
- metaforisch, allegorisch en alluderend aspect
- pars pro toto: een concreet voorbeeld voor een algemene situatie

Op basis van deze eigenschappen stelde Wolfgang Mieder (1993) volgende definitie voor: "A proverb is a short, generally known sentence of the folk which contains wisdom, truth, morals, and traditional views in a metaphorical, fixed, and memorizable form and which is handed down from generation to generation" (Mieder, 1985:119).

## Terminologie
Vanaf de 7de eeuw voor Christus verschijnen bij auteurs als Hesiodus, Alcaeus, Archilochus en Aesopus de eerste spreuken die ons vandaag de dag sterk aan spreekwoorden zouden doen denken. Aeschylus was de eerste die dit soort slagzinnen concreet benoemde: hij gebruikte hiervoor de term παροιµία. Rond diezelfde tijd treffen we bij Heraclitus van Ephese en bij Herodotos varianten als τὸ λεγόµενον φάτις, ἔπος en παλαιόν aan, als alternatief voor παροιµία. Later, bij Aristoteles en Xenophon, komt voor de eerste maal het woord ἀποφθέγµατα voor om te verwijzen naar dergelijke spreuken. In de Latijnse literatuur zien we dat eerst algemenere termen als verbum (Plautus) en dictum (Ennius) ingezet worden, vergezeld van de adjectieven vetus of verus, om aan te tonen dat ze een eeuwenoude waarheid bevatten. Vanaf Appius Claudius doet het begrip sententia (in het Grieks γνώµη) zijn intrede, dat semantisch sterker aansluit bij onze moderne notie van "spreekwoord". Bij Caesar en Cicero beginnen vervolgens alternatieven als proverbium, praeceptum en adagio te circuleren, die de eeuwen nadien blijven gebruikt worden.

## Vorm
Vormelijk waren spreekwoorden in de Oudheid relatief makkelijk te herkennen. Zo waren spreekwoorden meestal erg beknopt, al kon dit soms variëren. Ze stonden ook zo goed als altijd aan het begin of aan het einde van de versregel, om extra nadruk te krijgen. Het voorkomen aan het einde van de vers werd kenmerkend voor spreekwoorden en werd in de hexameter, de versmaat bij uitstek, gedefinieerd als "paremiacus". De meeste spreekwoorden werden ingeleid door steeds terugkerende herkenbare constructies, om aan te kondigen dat er een sententia zou volgen. Constructies als traditum est, fertur en ut aiunt ("er wordt overgeleverd dat", "ze zeggen dat") waren als het ware alarmbellen voor de toehoorder of lezer dat een spreekwoord aankondigde. Ook begrippen als παροιµία, proverbium en sententia werden aangewend om duidelijk te maken dat er een spreekwoord zou volgen. Sententiae werden ook vaak stilistisch verzorgd, zodat ze goed zouden 'bekken' en makkelijker onthouden werden. Allerhande stijlfiguren als alliteraties, assonanties, beeldspraak, metaforen, antitheses, polyptota, rijm, anaforen, iuxtaposities en etymologische woordspelletjes droegen hiertoe bij.

## Inhoud en functie
Ook in de Oudheid gingen spreekwoorden vaak over banale maatschappelijke zaken. Zo goed als altijd behandelden ze dagelijkse onderwerpen, zoals de natuur, geld, eten, sport of de liefde, met al dan niet fictieve mensen, dieren, plaatsen, mythologische figuren en goden als hoofdrolspelers. Vaak durfden deze sententiae ook religieus-pastoraal van inslag zijn, of kwamen er mythologische, magische en symbolische elementen aan bod.
Meestal werden spreekwoorden ingezet voor ethische en morele doeleinden. Ze werden als het ware voorgesteld als levenswijsheden die onthouden en nagestreefd dienden te worden door de burgers. Op deze manier droegen ze bij tot het vormen van een culturele identiteit, die van generatie op generatie doorgegeven werd. Naast het opvoedende doel, werden proverbia ook vaak aangewend door retorici en politici in hun publieke speeches. Zulke korte herkenbare en vaak stilistisch opgesmukte slagzinnen droegen bij tot de overtuigingskracht van hun uiteenzettingen en werden makkelijk onthouden en verspreid. Omwille van deze reden komen dergelijke spreuken ook vaak voor in filosofische traktaten. Het overdreven vaak gebruikmaken van sententiae creëert dan weer een ironisch en humoristisch gehalte, wat we vaak zien terugkomen bij lagere genres als de komedie, de satire en de fabel, waarin de maatschappij het kritisch te verduren krijgt.

## In de literatuur
Spreekwoorden komen in veel uiteenlopende genres bij verschillende auteurs voor, al treffen we een opvallend hoge concentratie aan in volgende genres:
- Lagere (vulgaire) genres: satire, fabel, epigram
- Theater:  komedie en tragedie
- Persuasieve genres: retorische/politieke speeches en filosofische traktaten

De hier volgende chronologische opsomming is een lijst van Griekse of Latijnse auteurs en denkers met een typisch voorbeeld van hun sententiae. De kritische vraag rijst wel op of de hieronder opgesomde voorbeelden wel allemaal onder de moderne noemer "spreekwoord" vallen, de grens met tegelwijsheden, citaten, spreuken etc. is klein. De figuurlijke betekenis is bijvoorbeeld niet altijd even sterk aanwezig. Wanneer een antieke auteur een bepaald volks spreekwoord gebruikt, blijft de vraag bovendien of het om een reeds bestaand spreekwoord gaat, dan wel of het een nieuwe creatie van de auteur is.

### Voorbeelden van spreekwoorden bij Griekse auteurs
| Auteur      | Spreekwoord                                          | Vertaling                                                             |
| ----------- | ---------------------------------------------------- | --------------------------------------------------------------------- |
| /           | γνῶθι σεαυτόν                                        | "ken jezelf"                                                          |
| Hesiodus    | νοῦσος ὑγιείην ἐποίησεν ἡδὺ καὶ ἀγαθόν               | "ziekte maakt gezondheid tot iets aangenaams en zoets"                |
| Alcaeus     | ὠς ἄλος ἐκ πολίας ἀρυτήµενοι                         | "water uit de grijze zee dragen"                                      |
| Archilochus | οὐ γὰρ ἐσθλὰ κατθανοῦσι κερτοµεῖν ἐπ’ ἀνδράσιν       | "het is niet nobel om de doden uit te schelden"                       |
| Pythagoras  | χύτρας ἴχνος συγχεῖν ἐν τῇ τέφρᾳ                     | "laat de afdruk van de pan niet achter op de assen"                   |
| Aesopus     | μία χελιδὼν ἔαρ οὐ ποιεῖ                             | "één zwaluw maakt de zomer niet"                                      |
| Democritus  | ὁ ἀδικῶν τοῦ ἀδικουµένου κακοδαιµονέστερος           | "hij die onrecht begaat, is slechter dan hij die onrecht lijdt"       |
| Parmenides  | οὐδὲν ἐξ οὐδενός                                     | "niets komt uit het niets"                                            |
| Sophocles   | ἀλλ’ ἢ καλῶς ζῆν ἢ καλῶς τεθνηκέναι τὸν εὐγενῆ χρή   | "een goed man moet óf eervol leven, óf eervol dood zijn"              |
| Euripides   | ἄνευ τύχης γάρ πόνος µονωθεὶς οὐκέτ’ ἀλγύνει βροτούς | "zonder geluk doet ellende op zichzelf stervelingen niet langer pijn" |
| Diogenes    | ὑπὸ παντὶ λίθῳ σκόρπιος εὕδει                        | "onder elke steen slaapt een schorpioen (die je kan bijten)"          |
| Menander    | ἡ δὲ παράκαιρος ἡδονὴ τίκτει βλάβην                  | "ongepast plezier veroorzaakt schade"                                 |

### Voorbeelden van spreekwoorden bij Latijnse auteurs
| Auteur            | Spreekwoord                                                                 | Vertaling                                                                           |
| ----------------- | --------------------------------------------------------------------------- | ----------------------------------------------------------------------------------- |
| Livius Andronicus | lepus es, et pulpamentum quaeris                                            | "je bent een haas en jij zoekt vlees"                                               |
| Ennius            | certus in re incerta cernitur                                               | "een echte vriend wordt ontdekt in een precaire situatie"                           |
| Cato de Oude      | rem tene, verba sequentur                                                   | "ken het onderwerp, de woorden zullen volgen"                                       |
| Plautus           | homo homini lupus est                                                       | "de mens is als een wolf voor zijn medemens"                                        |
| Statius           | vivas ut possis, quando non quis ut velis                                   | "leef zoals je kan, want het gaat niet zoals je wilt"                               |
| Terentius         | modo liceat vivere, est spes                                                | "zolang er leven is, is er hoop"                                                    |
| Sallustius        | animi imperio, corporis servitio magis utimur                               | "we kiezen de geest om te heersen, het lichaam om te dienen"                        |
| Varro             | quem puerum vidisti formosum, hunc vides deformem in senecta                | "diegene die je als kind als mooi zag, diezelfde zie je als lelijk als je oud bent" |
| Cicero            | egens aeque est is, qui non satis habet, et is, cui satis nihil potest esse | "zo arm als de man is die niet genoeg heeft, is de man die niet genoeg kan hebben"  |
| Catullus          | non videmus manticae quod in tergo est                                      | "we zien de rugzak niet die hangt op onze eigen rug"                                |
| Vergilius         | fortes fortuna iuvat                                                        | "het lot begunstigt de dapperen"                                                    |
| Ovidius           | exitus acta probat                                                          | "het doel heiligt de middelen"                                                      |
| Petronius         | ab asse crevit                                                              | "hij is van nul begonnen"                                                           |
| Martialis         | cineri gloria sera venit                                                    | "glorie komt pas laat in het graf"                                                  |
| Iuvenalis         | mens sana in corpore sano                                                   | "een gezonde geest in een gezond lichaam"                                           |

Enkele auteurs die opvallend weinig gebruikmaakten van sententiae zijn Homeros, Herodotos, Sappho, Thucydides, Quintilianus en Dionysius van Halicarnassus. Iemand als Quintilianus had zelfs hevige kritiek op het in zijn ogen overtollige en gekunstelde gebruik van proverbia bij Seneca de Jongere: Nunc aliud volunt, ut omnis locus, omnis sensus in fine sermonis feriat aurem (Institutio Oratoria, 8.5.13). ("Tegenwoordig willen mensen iets anders, namelijk dat elke passage, elke gedachte het oor raakt met zijn laatste zin.")

## Studie en onderwijs
Vanaf de 7de eeuw voor Christus duiken (voorlopers van) spreekwoorden op in onze bronnen, maar het duurde tot de 4de eeuw vooraleer deze sententiae effectief verzameld en bestudeerd werden. In die periode verschenen de eerste collecties van γνῶµαι, die gebruikt werden op retoriekscholen, waar studenten de kunst van het overtuigend spreken onder de knie dienden te krijgen. In deze tijd was met Demons Περὶ παροιµιῶν de paremiografie, ofwel de reflectie over spreekwoorden, ook officieel geboren. In dit werk werden oude spreekwoorden uit de literatuur of de orale traditie opgelijst en vergezeld van een korte uitweiding over het ontstaan en een uitvoerige bespreking van de betekenis. De jaren die volgden werden proverbia vooral bestudeerd en aangewend in filosofische kringen, zoals de Socratici, de Epicuristen, de Cynici en de Stoïcijnen, die eigen verzamelingen samenstelden en de focus van hun spreekwoordencollectie lieten aansluiten bij hun levensvisies. In de daarop volgende periode lieten pioniers in de paremiologie als Callimachus, bibliothecaris van de bibliotheek van Alexandrië, en Aristophanes van Byzantium, auteur van 6 boeken Παροιµίαι, zich in met de studie van de gebruikscontext en het inventariseren van sententiae. Vanaf de Romeinse tijd ontstonden meer omvangrijke taalkundige werken, waarin telkens een apart deel gewijd werd aan de studie van spreekwoorden. In Varro's De Lingua Latina is een enorm reservoir aan sententiae terug te vinden; Verrius Flaccus legt in zijn De verborum significatu eerder de focus op een uitvoerige exegese en etymologie van spreekwoorden. Valerius Maximus’ Dicta et facta memorabilia is de eerste thematisch gestructureerde verzamelbundel van χρεῖαι, die we vandaag ter beschikking hebben. Ook in het Christendom en in het Jodendom speelden spreekwoorden een belangrijke rol.

## Nachleben
Na een periode van geringere interesse tijdens de Middeleeuwen flakkerde de spreekwoordenleer weer helemaal op vanaf de 13de eeuw met de heropleving van de klassieke literatuur in de vroege renaissance. Figuren als Dante en Petrarca legden de linguïstische brug tussen de sententiae uit de Oudheid en de Italiaanse en Franse poëzie. Aan het eind van de 15de eeuw vormde de collectie van Zenobius de basis van de eerste gedrukte Griekse spreekwoordenverzameling. Een decennium later bracht Erasmus van Rotterdam zijn Adagia (1508) uit, waarmee hij duizenden Latijnse en Griekse uitdrukkingen een nieuw leven inblies. De eeuwen nadien groeide de paremiologie uit tot een apart domein. Enkele belangrijke werken zijn: A. Schott (1612), T. Gaisford (1836), F. W. Schneidewin & E.L. von Leutsch (1856), O. Crusius (1883), W. Bühler (1987), R. Tosi (1995) en F. Garcia Romero (1999).